# Drávaszentistván
Drávaszentistván (horvátul: Štefanec) falu Horvátországban, Muraköz megyében. Közigazgatásilag Kisszabadkához tartozik.

## Fekvése
Csáktornyától 5 km-re délkeletre a Csáktornyát Perlakkal összekötő 20-as főút mellett fekszik.

## Története
A települést 1366-ban "Stephanouch" alakban említik először. 1478-ban "Steffanecz" néven szerepel a csáktornyai uradalomhoz tartozó falvak felsorolásában.
A csáktornyai uradalom részeként I. Lajos király 1350-ben Lackfi István erdélyi vajdának adományozta, aki 1351-től a horvát-szlavón-dalmát báni címet viselte. Miután a Lackfiak kegyvesztettek lettek a Muraközt 1397-ben a Kanizsaiak kapták meg, akik Zsigmond király hívei voltak, de már 1405-ben elvették tőlük. 1437 után a Cilleieké, majd a Cilleiek többi birtokával együtt Vitovec János horvát bán szerezte meg, de örökösei elveszítették. Hunyadi Mátyás Ernuszt János budai nagykereskedőnek és bankárnak adományozta, aki megkapta a horvát báni címet is.
1540-ben a csáktornyai Ernusztok kihalása után az uradalom rövid ideig a Keglevich családé, majd 1546-ban I. Ferdinánd király adományából a Zrínyieké lett. Miután Zrínyi Pétert 1671-ben felségárulás vádjával halálra ítélték és kivégezték minden birtokát elkobozták, így a birtok a kincstáré lett.  
1715-ben III. Károly a Muraközzel együtt gróf Csikulin Jánosnak adta zálogba. Ekkor a falunak három adózója volt. A király 1719-ben szolgálatai jutalmául elajándékozta Althan Mihály János cseh nemesnek. 1791-ben gróf Festetics György vásárolta meg és ezután 132 évig a tolnai Festeticsek birtoka volt.
Vályi András szerint " STEFANECZ. Kis, és Nagy Stefanecz. Horvát faluk Szala Várm. földes Urok G. Álthán Uraság, lakosaik katolikusok, fekszenek Szoboticzához nem meszsze, és annak filiáji; határbéli földgyeik középszerűek."
1910-ben 532, túlnyomórészt horvát lakosa volt. 1920-ig Zala vármegye Perlaki járásához tartozott, majd a délszláv állam része lett. 1941 és 1945 között újra Magyarország része volt, majd visszakerült a jugoszláv államhoz. 2010-ben 753 lakosa volt.